# Life, Animated
Pour plus de détails, voir Fiche technique et Distribution.
Life, Animated est un film américain réalisé par Roger Ross Williams, sorti en 2016. Le film est une adaptation du livre éponyme de Ron Suskind au sujet de son fils autiste.

## Synopsis
L'histoire d'Owen Suskind, un jeune homme autiste qui était non verbal et a commencé à communiquer à l'aide des films Disney, dont Aladin et Le livre de la jungle.

## Fiche technique
- Titre : Life, Animated
- Réalisation : Roger Ross Williams
- Scénario : Emily Hubley, Kate Rose, Joyzel Acevedo et Florence Goupil d'après le livre Life, Animated: A Story of Sidekicks, Heroes, and Autism de Ron Suskind
- Musique : T. Griffin et Dylan Stark
- Photographie : Tom Bergmann
- Montage : David Teague
- Production : Julie Goldman et Roger Ross Williams
- Société de production : A&E IndieFilms, Motto Pictures et Roger Ross Williams Productions
- Pays :  États-Unis
- Genre : Documentaire
- Durée : 92 minutes
- Dates de sortie : 
  -  États-Unis : 1er juillet 2016

## Distinctions

### Récompenses
- 2016 : Prix du public dans la catégorie Documentaire au Festival International du film de San Francisco[2]
- 2016 : Prix de la mise en scène dans la catégorie documentaire américain au Festival du film de Sundance[3]

### Nominations
- 2016 : Meilleur film documentaire aux Satellite Awards[4]
- 2017 : Oscar du meilleur film documentaire[5]
- 2017 : Meilleur film documentaire aux Producers Guild of America Awards[6]